# Rita Cardinale
Rita Cardinale (* 22. Februar 1975 in Budapest) ist eine ehemalige ungarische Pornodarstellerin. Im Pornospielfilm Aventuras sexuals de Ulysses von Joe D’Amato trat sie auch unter dem Namen Rita Szabo auf.

## Leben
Cardinale begann zunächst ein Medizinstudium in Budapest. Später kam sie durch eine Freundin mit der Branche in Kontakt und drehte zahlreiche Hardcorefilme. Sie ist Darstellerin in der Serie „Asswoman 1 bis 15“. Als ihr Entdecker gilt der Regisseur Ralf Scott. Mit seiner Hilfe bekam Rita Cardinale 1998 einen Exklusiv-Vertrag bei der Essener Produktionsfirma XY-Video.

## Auszeichnungen
- 1998:  Brüssel Award "Beste internationale Nachwuchsdarstellerin – Europa"
- 1999: Venus Award „Beste Darstellerin - Europa“